# Luogotenenza del regno
La luogotenenza del regno è un istituto di tipo regale affidato ad una figura di alto livello, il quale, in caso di assenza del monarca, o in un particolare territorio del Regno, potrà assumere i poteri regali, fino a anche la reggenza del Regno.

## In Francia

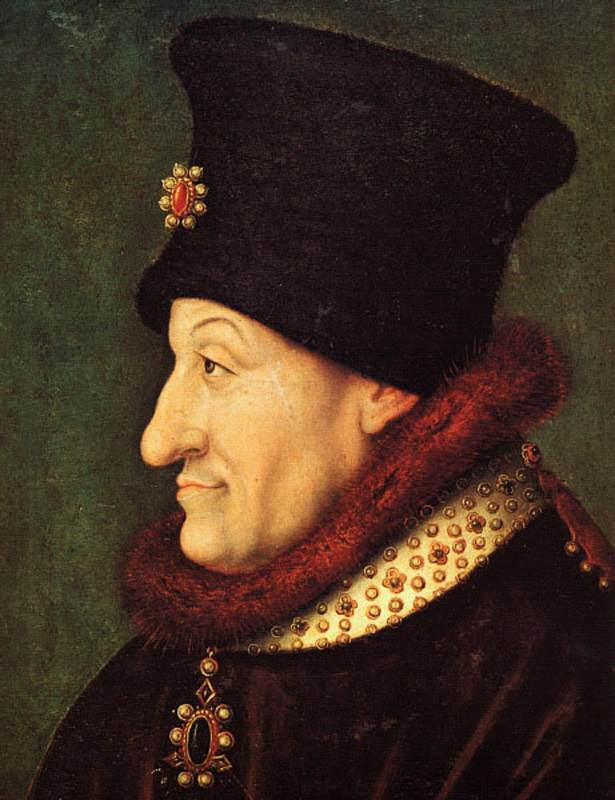
Filippo II, Duca di Borgogna.

### Medioevo ed Ancien Régime
Durante il medioevo, la tipologia di questa carica potrebbe essere esistita, in particolare quando Carlo V di Francia, nominò il fratello Filippo, detto "l'Ardito", quale Luogotenente del Ducato di Borgogna, nel XIV secolo; successivamente Filippo riuscì a scambiare il proprio titolo, Duca di Turenna, con quello di Duca di Borgogna, carica che detenne dal 1363 al 1404. Nella Francia dell'Ancien Régime, a partire da Luigi XIV, il "Lieutenant de roi", non più "Lieutenant du roi", corrispondeva ad un rappresentante del sovrano in una regione o in una città. I luogotenenti erano subordinati ai governatori ed ai luogotenenti generali, come quelli delle provincie del regno, che corrispondevano ai rappresentanti ufficiali del re all'interno dei governi militari. Il numero di luogotenenti del re poteva variare a seconda delle dimensioni della provincia, ad esempio in Linguadoca c'erano nove .

### Dopo Napoleone

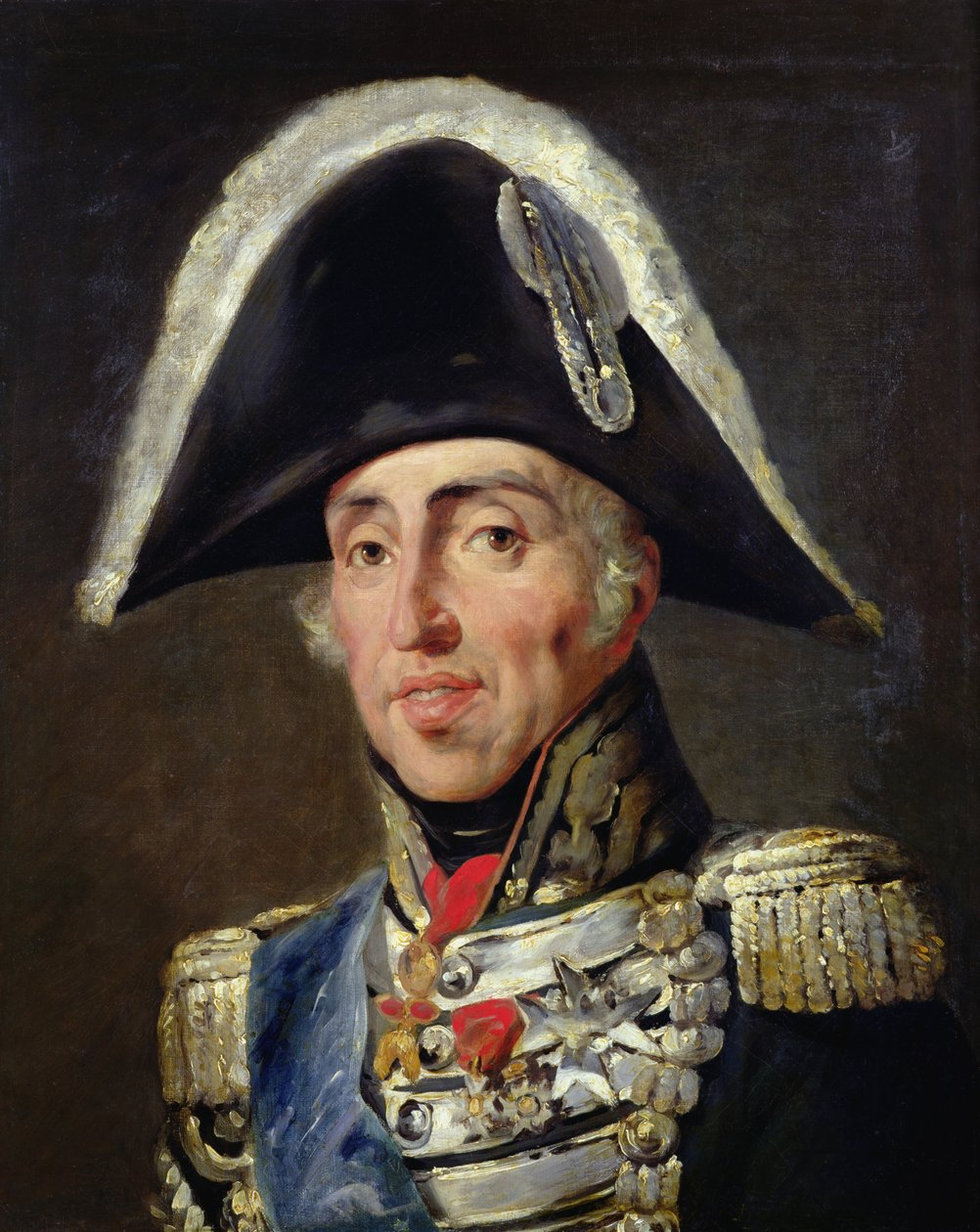
Carlo X di Borbone, Re di Francia.

L'11 aprile 1814 l'Imperatore dei Francesi, Napoleone Bonaparte, dovette abdicare in favore del figlio e fu esiliato all'Isola d'Elba; con la morte di Luigi XVI e Luigi XVII, il Conte di Provenza divenne Re di Francia col nome di Luigi XVIII, pianificando così il suo ingresso a Parigi. Nel frattempo il fratello, il Conte di Artois, futuro Carlo X, regnò come Luogotenente del Re fino al 3 maggio, ovvero quando il nuovo sovrano arrivò nella capitale francese.
Nel 1824 Luigi XVIII morì ed il fratello ereditò il trono ma nel 1830, con lo scoppio della Rivoluzione di Luglio, la monarchia borbonica cadde e Carlo X abdicò in favore del nipote Enrico, duca di Bordeaux, che nominò un suo lontano cugino, Luigi Filippo, duca d'Orléans, Lieutenant général du royaume affinché lo proclamasse nuovo sovrano al popolo francese. Luigi Filippo non fece però come prescritto dal cugino, preferendo proporsi come il candidato ideale alla successione al trono. Come conseguenza le Camere, che conoscevano lo spirito liberale di Luigi Filippo e la sua popolarità tra le masse, lo proclamarono sovrano dopo che per undici giorni era stato reggente nelle veci del cugino minorenne.

## In Italia

### Luogotenente del Re

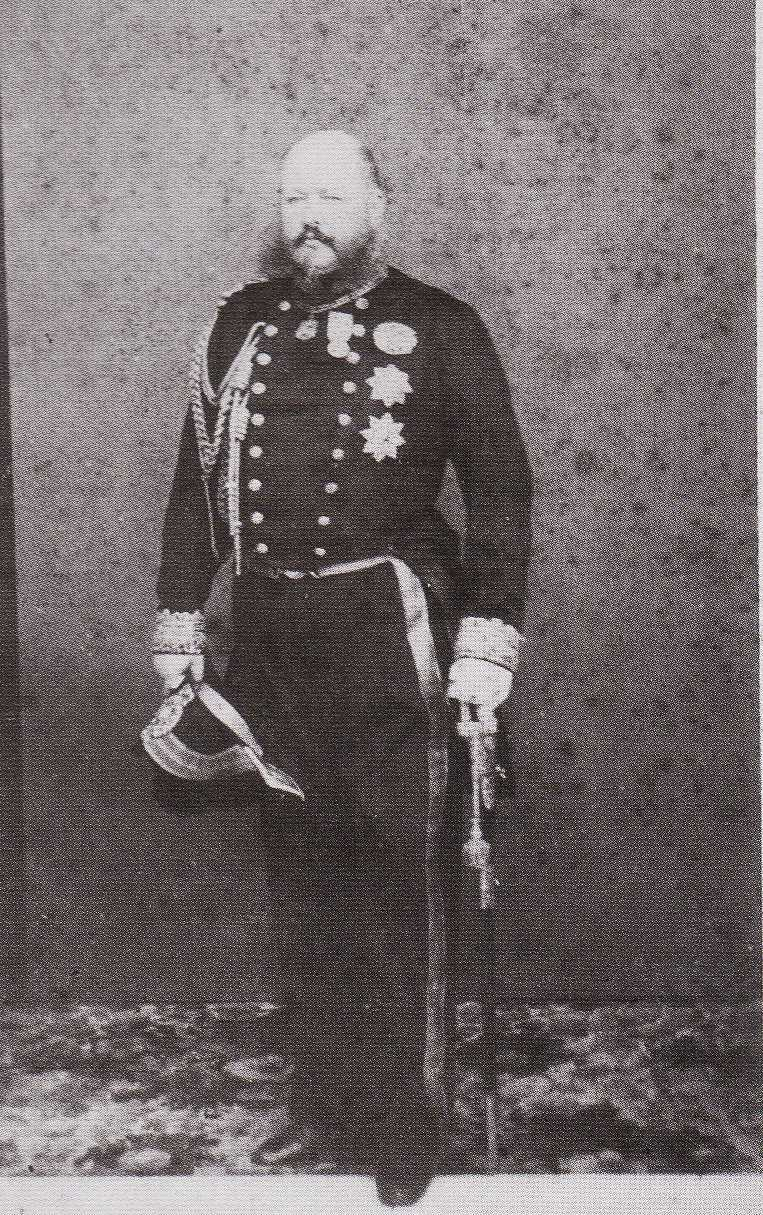
Eugenio Emanuele di Villafranca

L'istituto della Luogotenenza generale del re, sotto la monarchia dei Savoia, non era contemplato dallo statuto, ma diventò, col tempo, una vera e propria consuetudine costituzionale, trovando applicazione nel Risorgimento e durante la prima guerra mondiale.
Nel Regno di Sardegna e in seguito nel Regno d'Italia, era consuetudine, infatti, che quando il re era lontano dal suo ufficio, per seguire l'esercito in guerra sul campo di battaglia, veniva nominato un Luogotenente Generale del Regno, scelto tra i membri della famiglia reale sabauda per svolgere alcuni dei compiti del re come viceré. Questo accadde nel 1848, quando durante la prima guerra d'indipendenza il re Carlo Alberto raggiunse il campo di battaglia in Lombardia, Eugenio di Savoia Carignano venne nominato "Luogotenente Generale del Regno", carica ricoperta anche l'anno successivo, quando dopo la sconfitta subita da Carlo Alberto nella battaglia di Novara, toccò a lui dare l'annuncio che il re sconfitto aveva abdicato e la successione era passata al figlio Vittorio Emanuele II. Eugenio di Savoia Carignano ricoprì lo stesso ruolo nel 1859 e nel 1866 quando Vittorio Emanuele II prese parte alla seconda e alla terza guerra d'indipendenza.

#### Luogotenenze nel risorgimento
Le luogotenenze negli ex Stati preunitari erano un organo costituzionale decentrato cui veniva delegata dal governo la funzione di reggere in nome del re i territori degli ex Stati subito dopo l'emanazione del decreto di annessione. Si trattava della figura apicale del governo provvisorio che provvedeva all’amministrazione del territorio in attesa che si procedesse all'unificazione amministrativa. Il titolo di Luogotenente del re faceva generalmente seguito a diverse figure quale quella del dittatore o del regio commissario che precedevano l'annessione.
Si fece ricorso a tale istituto in Toscana, nelle province siciliane, in quelle napoletane, e a Roma.
Con l'annessione del Granducato di Toscana al Regno di Sardegna, il 22 marzo 1860 fu nominato luogotenente del re Eugenio di Savoia-Carignano, fino al febbraio 1861.
Nel dicembre 1860, al termine della dittatura di Garibaldi in Sicilia, re Vittorio Emanuele II nominò "Luogotenente generale del re nelle province siciliane" il senatore Massimo Cordero di Montezemolo e un Consiglio di luogotenenza. Aveva i poteri del governo centrale, esclusi quelli degli Esteri, della Guerra e della Marina. A Montezemolo seguì Alessandro Della Rovere e poi Ignazio De Genova di Pettinengo. La luogotenenza cessò nel gennaio 1862.
Anche nelle ex province napoletane del regno delle Due Sicilie si nominò il 6 novembre 1860 come luogotenente generale del re Luigi Carlo Farini, cui seguirono dal 3 gennaio 1861 Eugenio di Savoia principe di Carignano, che rimase a Napoli fino alla fine di maggio e quindi il generale Enrico Cialdini, dal 15 luglio al 15 ottobre 1861.
Dopo la presa di Roma come organo provvisorio, dipendente dal Governo italiano, fu istituita la "Luogotenenza generale del re per Roma e per le province romane", con r.d. 9 ottobre 1870. n. 5906, con a capo Alfonso La Marmora, e soppresso dal 1º ° febbraio 1871.

#### Prima Guerra Mondiale

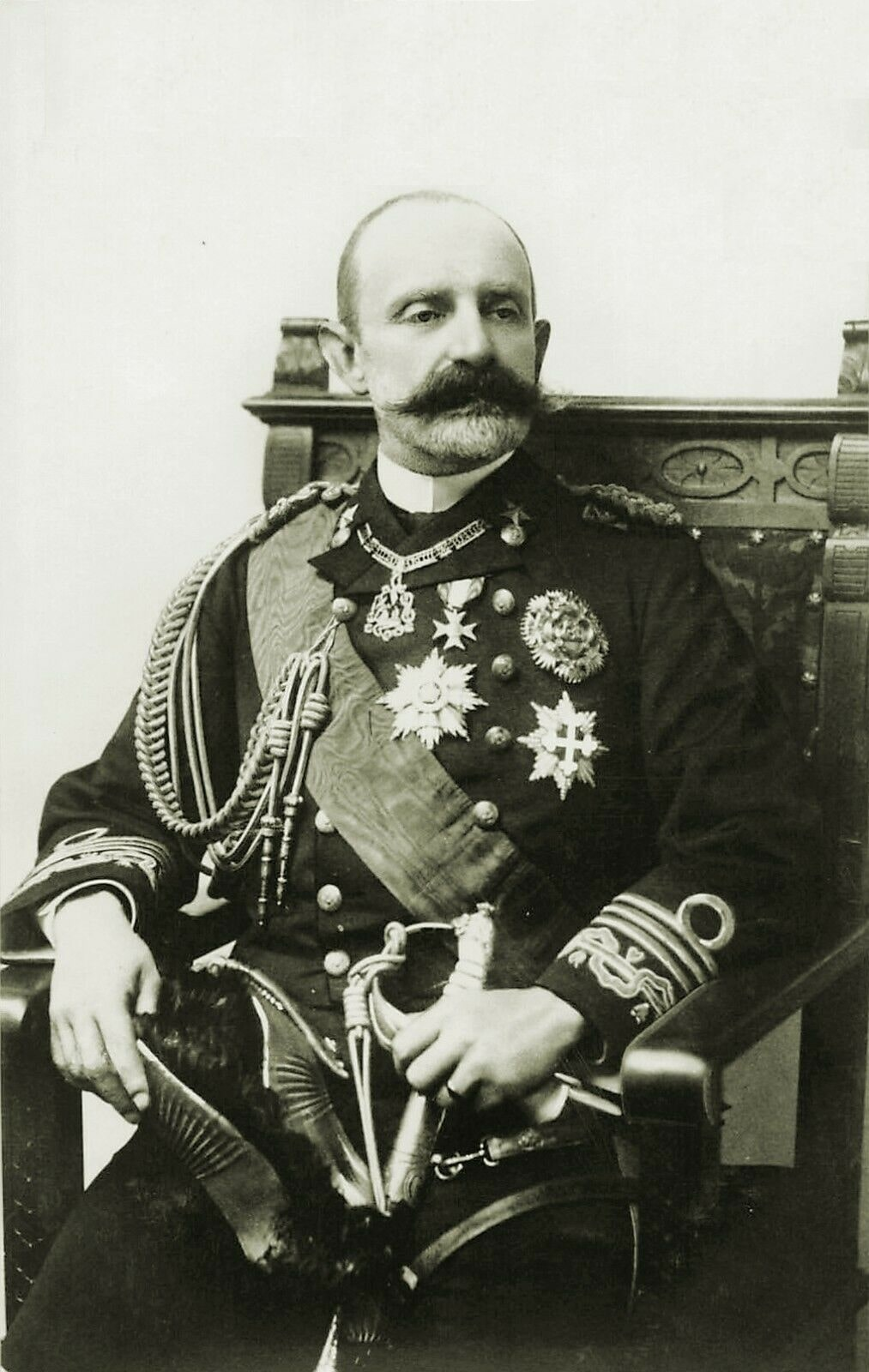
Tommaso, Duca di Genova.

Nel 1915 il re Vittorio Emanuele III decise di partire per le retrovie del fronte e affidò parte delle sue funzioni allo zio Tommaso di Savoia, duca di Genova, con un apposito decreto del 25 maggio 1915, il n. 699, pubblicato sulla G.U. n. 131 Straord. del giorno successivo.
Il luogotenente generale di sua Maestà svolse a Roma solo funzioni formali e protocollari senza un'effettiva funzione. Tuttavia in quegli anni i regi decreti furono denominati decreti luogotenenziali e portavano, anziché la firma del re, quella del principe Tommaso. La sua funzione si prolungò ben oltre la fine della guerra, fino al 7 luglio 1919, quando, con il decreto n. 1082 del 6 luglio 1919, pubblicato il giorno successivo sulla G.U. n. 160, egli ritornò alla vita privata e il re alla totalità delle sue funzioni.

#### Luogotenente Generale d'Albania
Nel 1939, prima dello scoppio della Seconda guerra mondiale, le truppe del Regio Esercito attaccarono l'Albania, al tempo monarchia governata da re Zog I; il 12 aprile venne istituito il nuovo Regno d'Albania che era subordinato all'Italia, e Vittorio Emanuele III assunse la carica di Re d'Albania. Venne creata la carica di Luogotenente Generale del Regno ed il Marchese Francesco Jacomoni di San Savino, fu il primo a detenere tale titolo. Nel 1940 tuttavia si parlò di una possibile nomina a luogotenente al Duca di Bergamo, nonché il Principe Adalberto di Savoia-Genova, la cosa però non ebbe alcun seguito .

### Luogotenente generale del Regno

#### Umberto II di Savoia

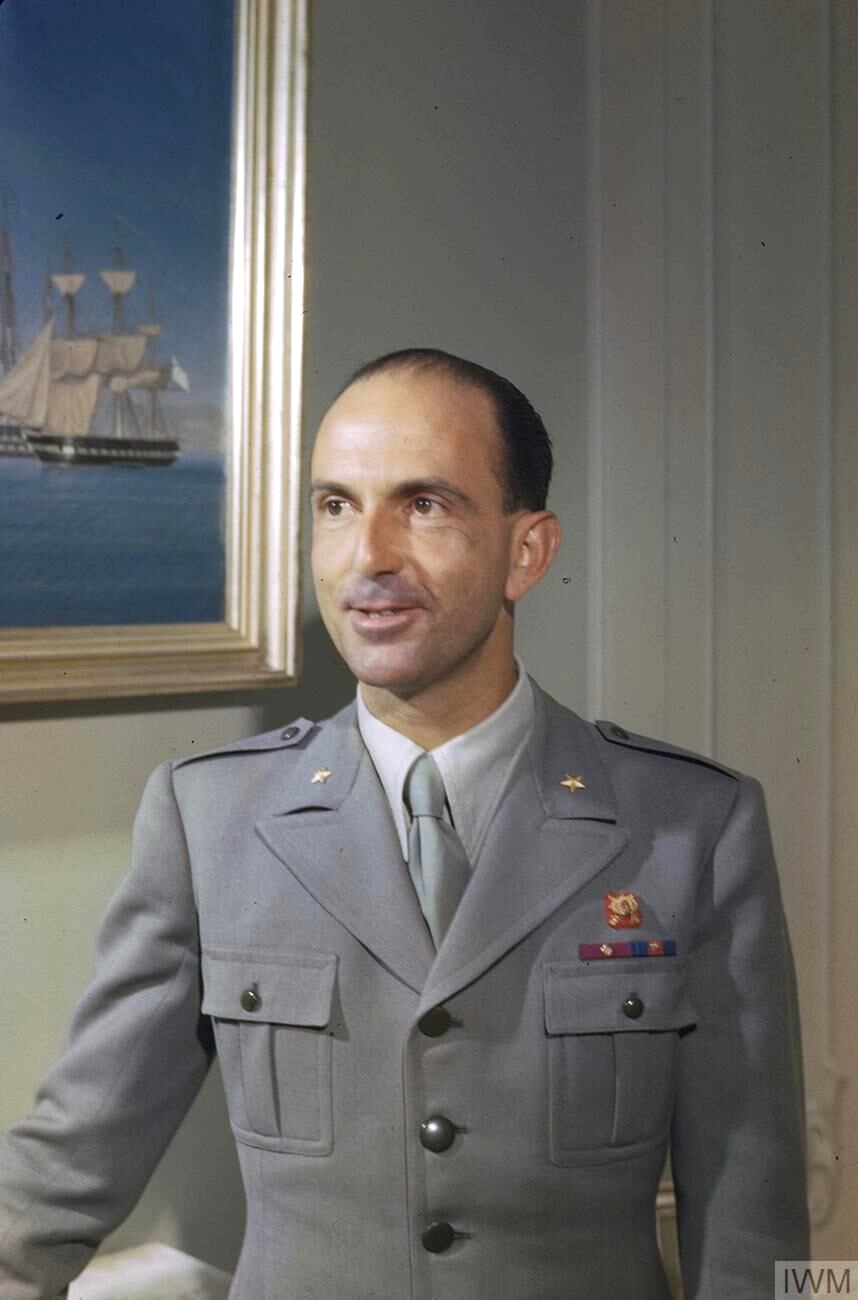
Umberto di Savoia nel maggio 1944, un mese prima della sua nomina a Luogotenente generale del Regno

Quasi un anno dopo la sua fuga da Roma, il 5 giugno del 1944, in seguito alla liberazione della capitale, re Vittorio Emanuele III si ritirò a vita privata, nominando Luogotenente generale del Regno il figlio Umberto, già Principe di Piemonte ed erede al trono, che così esercitò le prerogative del sovrano dal Quirinale, senza tuttavia possedere la dignità di re.
Questo in base agli accordi della svolta di Salerno (primavera 1944) tra le varie forze politiche che formarono il Comitato di Liberazione Nazionale, che prevedevano di «congelare» la questione istituzionale fino al termine del conflitto, stanti le gravissime critiche mosse nei confronti dei Savoia per l'appoggio dato al fascismo nonché per le scelte operate dopo l'armistizio dell'8 settembre 1943.
Nonostante il decreto di nomina firmato del padre riportasse la dicitura tradizionale "Nomina di S.A.R. Umberto di Savoia, Principe di Piemonte, a Luogotenente Generale del Re", coerentemente con gli accordi fra forze politiche, Umberto assunse il titolo di Luogotenente del Regno (anziché di Luogotenente del Re, come sempre utilizzato in passato). Tale scelta venne compiuta per sottolineare sia i maggiori poteri (non più subordinati alla figura del padre), sia che il mantenimento della monarchia o il passaggio ad un regime repubblicano sarebbero stati attuati liberamente, senza la figura ingombrante di un Re da confermare o rimuovere.
Per Umberto si trattò quindi di uno sdoppiamento di ruolo tra Luogotenente e Principe. Il Luogotenente resse il Paese come un Capo dello Stato provvisorio, il Principe si muoveva come un pretendente ad un trono ormai sottratto agli automatismi della successione dinastica, in attesa che venisse risolta la questione della forma istituzionale dello Stato.
Si trattò di un compromesso caldeggiato dall'ex presidente della Camera dei deputati del Regno e futuro presidente della repubblica Enrico De Nicola, poiché i capi dei partiti antifascisti avrebbero preferito l'abdicazione di Vittorio Emanuele III, la rinuncia al trono da parte di Umberto e la nomina immediata di un reggente civile. Il Luogotenente si guadagnò ben presto la fiducia degli Alleati grazie alla scelta di mantenere la monarchia italiana su posizioni filo-occidentali.
Umberto firmò il decreto-legge luogotenenziale n. 151/1944, che stabiliva che «dopo la liberazione del territorio nazionale le forme istituzionali» sarebbero state «scelte dal popolo italiano, che a tal fine» avrebbe eletto «a suffragio universale, diretto e segreto, un'Assemblea Costituente per deliberare la nuova costituzione dello Stato» estendendo per la prima volta il voto alle donne.
La luogotenenza durò fino al 9 maggio 1946, quando in vista delle elezioni il re Vittorio Emanuele III fu indotto dai suoi consiglieri all'abdicazione per potere, in occasione del referendum del 2 e 3 giugno, marcare maggiormente la distanza dal monarca che aveva favorito l'avvento del regime fascista e tentare di separare le proprie responsabilità rispetto alle sorti della dinastia sabauda. Umberto II avrebbe poi regnato fino al 18 giugno 1946.

## Nel Regno di Sicilia

### Gli svevi
Anche per il Regno di Sicilia si parla di luogotenenza: con tale termine si indica già nel XIII secolo il governo di Manfredi di Sicilia per conto del fratello Corrado IV.

### Gli Aragonesi
Dopo la parentesi angioina gli Aragonesi presero l'impegno di tenere distinti i regni di Sicilia e di Aragona: il Re nominava un luogotenente che in sua assenza avrebbe regnato in Sicilia. Così quando Pietro fu richiamato in Spagna lasciò la luogotenenza ad Alfonso III d'Aragona e dopo questo verrà investito dell'incarico Giacomo II d'Aragona.
Con il titolo di luogotenenti del re poi furono contraddistinti nei diversi secoli principi non di  sangue reale che avevano funzioni vicarie in Sicilia.

### I Borbone
Fu istituito quando Ferdinando IV di Borbone (III di Sicilia) soppresse nel 1803 la figura del Viceré di Sicilia.
Il re Ferdinando IV nel 1812 a Palermo, rifiutandosi di concedere al parlamento siciliano la costituzione siciliana nominò luogotenente del Regno il figlio Francesco e si trasferì in campagna, a Ficuzza. Quando poi nel maggio 1815 potette tornare a Napoli, lo mantenne in Sicilia come Luogotenente, carica che conservò anche con l'istituzione del Regno delle Due Sicilie, fino al 1820.